# Luc Baiwir
 (juillet 2024).
- Si vous ne connaissez pas le sujet, laissez ce bandeau (vous pouvez alors contacter les auteurs).
- Si vous supprimez le contenu mis en cause (vous pouvez préalablement contacter les auteurs),

argumentez précisément cette suppression dans la page de discussion
(un manque de référence n'est pas un argument ; une recherche réelle de référence doit avoir été effectuée, être formellement documentée).
 (mars 2023).
Luc Baiwir est un pianiste et compositeur belge né à Liège en 1958. Il obtient un premier prix de piano en 1983 au Conservatoire Royal de Musique de Liège ainsi qu’un master en psychologie à l’université de Liège. En 1987 il décroche le premier prix de composition musicale au festival du film d’Antibes en France. Il entreprend alors une carrière de compositeur dans laquelle il produira de nombreuses musiques pour des films, documentaires et reportages télévisés mais aussi des génériques télévisés, des musiques pour le théâtre et pour des grands spectacles son et lumière. Il sera le premier musicien européen à produire un spectacle géant son, laser et lumière au milieu d’un lac en 1991.Il obtiendra plusieurs palmes d’or dans différents festivals. En 2000 L’Opéra royal de Wallonie crée sa symphonie des âges. C’est le début d’une carrière internationale où il compose pour des artistes classiques, des grands orchestres symphoniques. Il est aussi à la base d’orchestrations symphoniques de groupes comme Queen, Machiavel ou encore Johnny Hallyday ou Charles Aznavour.

## Biographie
Cette diversité des genres et le succès rencontré par les compositions avec instruments électroniques le conduisent en 1990 à être sollicité par des producteurs de spectacle pour donner ses œuvres en concert avec synthétiseurs, lumières, effets spéciaux, lasers et feux d’artifice. C’est ainsi qu’on le voit à Montpellier, Ajaccio et Calvi en direct sur France 3 (1990), au lac de Robertville et à Forest National (1991), puis de plus en plus à l’étranger : Strasbourg, Londres, Rabat, Lugano, Antibes et Liège, en 1997, devant plus de 30 000 personnes.
Depuis une dizaine d’années, le nom de Luc Baiwir apparaît de plus en plus aux génériques internationaux de grands documentaires télévisés, sur compact-disques et cassettes vidéo. Il reçoit plusieurs palmes d’or pour ses musiques de film (Festival d’Antibes, de Toulon, Montpellier, Strasbourg, Rabat). Il reçoit en 1994 le prix de la SABAM pour son l'ensemble de son œuvre.
Ses compositions, qualifiées de « synthétiseurs symphoniques », l’amènent en 2000 à recevoir une commande pour piano, soprano, chœurs et orchestre de l'Opéra royal de Wallonie. Le 21 juillet 2000 voit la création mondiale, devant plus de 35 000 spectateurs, de la Symphonie des Âges, avec les chœurs et l’orchestre de l’Opéra de Liège, le pianiste Patrick Dheur et la soprano Alexise Yerna.
Le succès impressionnant de la Symphonie des Âges fait découvrir un autre Luc Baiwir au public, empreint d’inspiration classique et symphonique. Cet univers classique ne l’a jamais quitté depuis ses premiers pas au piano et l'a suivi tout au long de sa carrière sans jamais se révéler au grand public.
C’est ce Baiwir secret que l’on redécouvre depuis peu dans des œuvres commandées par de nombreux solistes du monde classique. Son nom apparaît de plus en plus dans de grands festivals, aux côtés de grands interprètes et compositeurs : Et des Ténèbres naquit la Lumière oratorio pour flûte (Philippe Depétris), voix (Françoise Viatour) et synthétiseurs, créé au Festival d’Art Sacré d’Antibes, au Festival de l’Abbaye de La Celle, au Festival de musique de Huy, plusieurs compositions pour piano imposées dans des académies de musique et conservatoires, musiques de films avec orchestre données en concert.
Mais c’est en Asie que le succès de Luc Baiwir est spectaculaire. Plus de 100 000 exemplaires de son 1er album sont vendus en 2001. Le second vient de paraître[Quand ?], ainsi que la musique du film coréen Friends, qui a fait grimper l’œuvre In Memoriam de Luc dans le Top 50 coréen ! La Symphonie des Âges poursuit intégralement le même parcours depuis mars 2003.
La Symphonie des Âges a été créée aux États-Unis en février 2003, la suite pour cordes Danceries et Menteries (en octobre 2002), une suite pour cordes et Cristellane, légende symphonique pour piano, soprano chœurs et orchestre, en novembre 2002, ainsi que le Concerto pour violon en novembre 2003.
En 2004, Luc Baiwir signe la musique du film À la rencontre des imaginaires, film de Richard Robberechts consacré au maître-verrier Louis Leloup, lequel interprète un chant original de Luc Baiwir lui étant dédié. C’est aussi un nouveau concerto qui voit le jour en première mondiale : concerto pour bugle et orchestre, à la demande du trompettiste Antonio Acquisto et du chef d’orchestre Jean-Pierre Haeck. En avril c'est la création de La Passion, musique originale pour le Festival Antibes Art Passion (musique de scène pour accompagner une fresque historique avec 70 comédiens et figurants au sein de la cathédrale d’Antibes).
Juan de Nova, l’île de corail est le dernier film de Rémy Tézier. En octobre, c’est l’enregistrement de la musique avec l’orchestre « Les Archets Vivaldi » : une semaine plus tard, palme d’argent à Antibes.
En 2005, une musique pour une création théâtrale de Jacques Henrard, Les Noces du Fou, avec une série de pièces pour piano et trois voix de femmes ; la sortie du CD du concerto pour bugle et orchestre ; l’enregistrement du CD Cristellane, la légende du vent (juin 2005) ; la musique du film de l’entreprise Ricard ; un nouvel album pour entamer la tournée en Chine (1er concert le 22 octobre à Shanghai dans le cadre du Shanghai International Arts Festival) puis cinq concerts ; une musique pour inaugurer le nouveau site « Source-O-rama » de Chaudfontaine ; des concerts en France (Provence et Ardèche en août), un spectacle fantastique reprenant le thème de la préservation de la nature. Le Peuple de l’Arbre est un mélange entre légende, chants, danses, pyrotechnie et éléments fantastiques et surnaturels.
Depuis des concertos pour piano, flûte, des œuvres pour piano, suites pour violoncelles et cordes, violon et cordes, la symphonie Earth Symphony créée à Maastricht en 2012, des œuvres pour orchestre de chambre, trio pour cor, violon et piano, sonates pour violon et piano, saxophone et piano, violon et piano.
Depuis 2020, Luc Baiwir est édité par les Editions Bayard et Nizet. 
En 2023, l'auteur José Brouwers écrit la biographie "Luc Baiwir musique en tête" qui paraîtra aux éditions Altura (www.alturaedition.com)

## Filmographie - Œuvres
1986
- « Soundtrack » for syntheziser and orchestra
- « Génèse et Hymne » for syntheziser and orchestra
- Canada Tour with The Young Symphony Orchestra of Liege direction de Alain Duvivier
- FN – Browning Musical score for a Documentary on Defensive Weapons

1987
- EIB Industries (film) Gerard & Theiner productions
- L’esprit de famille (générique) RTBF – France 3 – TSR (Suisse)
- Petite musique baroque d’aujourd’hui, concerto for 2 flutes and chamber orchestra André NOIRET, Alain DUVIVIER, flûtes
- Young Symphony Orchestra of Liege direction de Joel Hurard
- Seasong, op.1 (variations for soloists, synthesizers and orchestra) Awarded 1st prize « François de Roubaix » at the Antibes Festival
- (recorded on Soundtrack Productions records)
- Adagio for strings, op.2 (recorded on Soundtrack Productions records)

1988
- RTBF radio (génériques – indicatifs – jingles) RTBF Production
- Groupe Cockerill companies (film) Groupe Cockerill Productions
- Le Vif – L’Express Symphonic work for the Belgian Television Competition « Jeunes Solistes »
- RTBF Symphony Orchestra direction de Georges Dumortier
- Live on RTBF Belgian Television

1989
- Les archers de Neptune (26 min) Direction de Alain Trellu - RENNES Productions
- Canal Plus France (recorded on Soundtrack Productions records)
- Stareso Bay (13 min) Direction de Serge Delacroix - France 3 Corse
- (1989 Music Award for Television Productions at Antibes Festival)
- (recorded on Soundtrack Productions records)
- Magotteaux SA Industries (film) AVC Rainbow – Brussels (recorded on Soundtrack Productions CD)
- Ajaccio Direction de Serge DELACROIX and Alain TRELLU - France 3 Corse - Ajaccio Festival
- (recorded on Soundtrack Productions records)
- RTC Television (indicatifs & génériques)
- RTC production
- Simple Ballad for violin and piano op.3 - Live on Italian Television RAI UNO

1990
- Jacques Le Dauphin avec Jacques Mayol
- Direction de Alain Trellu - Canal Plus France - Canal Plus Distribution
- Okeanos (Slide-show) Direction de Daniel Dufrenoy - Montpellier Festival (France
- Ateliers Francois Compressors (film) AEV Productions
- Televesdre (génériques & indicatifs) - Televesdre Television Productions
- Elegie for strings orchestra - Young Chamber Orchestra

1991
- Chasse au trésor à Porquerolles (26 min) Direction de Alain Trellu - Objectif Atlantide Production Canal Plus France
- Minolta 91 (World slide-show) Diavision - Minolta
- Colgate-Palmolive (13 min) Division Europe
- Les Simulies (slide show) Direction de Jacques Desprez Antibes Festival (France)
- Iveco (world slide-show) - Diavision - Iveco
- Poussières d'étoiles (slide-show) Direction de Tony Malmquist - Israel - Eilat
- Sportaventure (générique) Liège Festival
- (recorded on Sportaventure records)
- Stareso (CD)

1992
- Minolta 92 (World slide-show) - Diavision - Minolta
- Renaissance (slide-show) Direction de Jacques Desprez
- Plus Belge que ça I (The Stephane Steeman ‘Show) Direction de Alain Trellu
- Films Paris Liège & Fortuna Entertainement - RTBF Video
- Huis-Clos (Sartre) Theatral music
- The Second Life (CD) (Indisc)

1993
- Minolta 93 (world slide-show) Diavision - Minolta
- Sollac Industries (film) - Direction de Alain Trellu - WNC Television
- Interbrew Beer (slide-show) - Diavision - interbrew
- Magie (slide-show) Direction de Jacques Desprez - (Music Award at Antibes Festival)
- Plus Belge que ça II (The Stephane Steeman Show) Direction de RTBF
- Dimanqhe Taquin (The Stephane Steeman RTBF talk-show)
- RTBF & Fortuna Entertainment
- Dolphin’s Dance (CD Single) INDISC

1994
- Champagne Gosset (film) Direction de Luc Hieulle - Athena Productions - Béatrice Cointreau, producteurs
- The Berlu Talk-Show (génériques) RTBF radio
- Caicos (CD) Indisc
- Song For Clara (Berceuse pour piano – Lullaby) op.4
- Seasong (CD) Indisc
- Okeanos (CD Single) Indisc
- Baiwir Best Of (CD) Indisc
- Amour du Monde (CD) Music composed on Belgian author Baron A. Haulot’s poems with J.-C. Pierot, speaker
- RTBF Editions - Indisc

1995
- Balaena (clip 6 min) Direction de Luc Hieulle - Athena Productions - Tele Image International
- (Awarded « best television production music » at Antibes Festival)
- Prix Sabam Belgian Performing Right Society Sabam Award for Music
- Cognac Frapin (film) Direction de Luc Hieulle - Athena Productions - Béatrice Cointreau
- Philippe Tailliez Mémoires d’un mousquemer Direction de P. Cupillard & C. Frasson-Botton (26 min)
- Avec le commandant Jacques-Yves Cousteau - Marine nationale française - Institut océanographique Paul Ricard Cinemarine - Christian Petron
- Chasseur d’images (slide-show) Direction de Jacques Desprez - Antibes – Reims – Strasbourg Chaudfontaine Festivals
- Hommes-Oiseaux (26 min) Direction de François-Xavier Pelletier Homme-Nature Productions (France)

1996
- Lueurs d’Arcadie (8 min) (slide-show direction de Mauro & Franca Bernasconi) Antibes Festival (France)
- Sous le charme des baleines (46 min) avec Jean Rochefort – Direction de Luc Hieulle - Athena Productions
- Tele Image International distribution - (Film Music Awarded 1er prix at Rabbat (Maroc) International Festival)
- A Good Day For Freedom (CD + single) AMC Belgium
- I Have a Dream (CD Single) AMC Belgium

1997
- J’ai eu dur ! (movie - fiction - 112 min) direction de Gerald Frydman - RTBF Productions - Communauté Française - Ciné Alfred Productions
- Oceane (ballet and slide-show) (26 min) Strasbourg Festival (France) Nausicaa – Boulogne-sur-Mer Festival
- Pietre Oceaniche (slide-show) Direction de Mauro & Franca Bernasconi Lugano Festival (Suisse)
- Papua New Guinea (slide-show) Direction de Lionel Pozzoli & Tally Froman - New Guinea - Music Awarded 1st prize at Antibes Festival
- Kuoni (world slide-show) - Direction de Raymond Sahuquet - Rev’Vacances Paris Productions
- Hiram (CD) AMC Belgium
- A Good Day For Freedom, Arcade Music Company Comotion Musique (European Distribution)

1998
- Oceanox 1 « La maman des poissons » (26 min) Direction de François Amado France 3 Television Paramounti productions
- Oceanox 2 (26 min)
- Oceanox 3 « Les fleurs à mers » (26 min)
- Oceanox 4 « Le maître des anneaux » (26 min)
- Oceanox 5 « Jojo le héros » (26 min)
- Kuoni at USA (slide-show) Direction de Raymond Sahuquet Rev’Vacances Productions
- Voyage au cœur de la Fournaise (26 min) Rémy Tezier (La Réunion) FR 3 Television – RFO – TV5 Europe

1999
- Sea Music CD compilation of music composed for films and TV documentaries
- Sepia (26min) Documentaire TV Direction de Johnny Lettelier
- Les Bons Pères de l’Atlas (52 min) Film de Jean-Yves Collet - Canal Plus France
- La fosse aux requins (52 min) Film de Rémy Tezier - France 3 Television – RFO – TV5 Europe
- Pièces pour débutants « Jardins d’enfant » op.5
- Sonatine pour la main gauche – Le petit cabri – Les caprices de Clara
- Clara (pour violon et piano) – Le petit livre – Ballade (pour clarinette et piano)

2000
- Et des ténèbres naquit la lumière Oratorio pour flûte, mezzo-soprano et synthétiseurs - World Premiere : Cathédrale d’Antibes (Festival d’art sacré d’Antibes)
- Symphony des Âges op.6 Symphonic Suite pour piano, soprano, chœur et orchestre World Premiere : Liège, july, 21, 2000 - Attendance : 40 000
- Stareso (26 min) Film de Daniel Baye - France 3 Television - Paramounti productions
- Quand j’serais grand, j’serais éthologiste (26 min) - Film de Daniel Baye - France 3 Television - Paramounti productions
- Les Îles Médès (52 min) Film de René Heuzey Acapella Bleu Productions (France)
- Red Sea (20min) Film de Johnny Letellier - Belgian TV - Best music at Antibes Festival 2000
- Nouvelle Calédonie (52 min) Film de René Heuzey - Acapella Bleu Productions (France) 2001
- Glorieuses, l’île aux tortues vertes (52 min) - Film de Remy Tezier - RFO (Outremer) France 3 TEC-TEC Productions
- Awarded for best music at « Festival International du Film maritime et d’exploration de Toulon » and best music at « Festival mondial de l’Image sous-marine d’Antibes » 2001
- Love Is On The Bus songs composed for the Belgian Bus Company TEC Performed by Ella Wood Produced by SA Dialogic
- Luth dans les pertuis (52 min) Film de Catherine et François-Xavier Pelletier - Homme-Nature Productions (France)
- « MOVE THE WORLD » Theme for the 54th World Congress of Public Transport - Live concert in Earl’s Court Exhibition – London
- Godavari, un long fleuve tranquille - Film de Daniel Baye (26 min) - (France 3 – RTC Télé Liège)
- Toleara, le nez dans les étoiles Film de Daniel Baye (26 min) (France 3 – RTC Télé Liège)

2002
- Boswellia en un mot comme encens Film de Daniel Baye (26 min) France 3 Television / RTC Télé Liège
- Sart-Tilman gageure ou utopie Un film de Daniel Baye (26 min) Université de Liège / RTC Télé Liège productions
- Kaikura de la fourrure sous la mer Film de Daniel Baye (26 min) France 3 Television / RTC Télé Liège
- Eurotroph mission au Fjord Ranger Film de Daniel Baye (26 min) France 3 Television / RTC Télé Liège
- Danceries et Menteries op.7 for strings orchestra
- The Lochet’s Mind for strings orchestra
- Parfum d'Égypte Film de Daniel Baye (26 min) France 3 Télévision / RTC Télé Liège
- Cristellane La Légende du Vent op.8 “Filmesque” for piano, soprano, choir and orchestra
- Blue Akua Slide show by Jacques Desprez

2003
- Europa, l’île sauvage Film de Remy Tezier (52 min) RFO / Canal Réunion France 3 / France 5 TEC-TEC Productions
- Symphonie des Âges American premiere in USA Performed by the Fayetteville Symphony Orchestra direction de Robert GUTTER
- Ecce Terra Music for Liberty TV
- « Le rayon bleu » Slide show by Jacques Desprez
- Adagio Dreams New album :the most well know classical and movies adagios performed by Luc Baiwir and Philippe Depetris, flûte
- From Beyond Baiwir’s double CD “best of”
- Concerto for Violin and Orchestra op.9
- Adagio for Strings (1988)
- Simenon fils de Liège Musique pour le théâtre – Création Théâtre Arlequin dans le cadre de l’année Simenon

2004
- À la rencontre des imaginaires (52 min) Film de Richard Robberechts sur « le Maître Verrier Louis Leloup »
- Concerto for bugle and string orchestra op.10 Performed and recorded by Antoine Acquisto, bugle and Ensemble Orchestral Mosan direction de Jean-Pierre Haeck
- Des carpes et des cannes, Film de Daniel Baye (26 min) Liberty TV – AB3
- La route de l’espoir, Générique pour 11 chaînes de télévision du monde Arabe : Tunisie, Maroc, Libye, Algérie, Mauritanie, Égypte… Réalisateur : Abdelkrim Boujemaa
- Les coups de cœur de Bruno 5 french documentaries about Bruno de Lorgues (TV5 – Air France) Muses productions (Cannes)
- à Genève (26 min)
- à Cannes (26 min)
- à Nice (26 min)
- à Carpentras (26 min)
- à Bordeaux (26 min)
- Juan de Nova, l’île de corail, (52 min) Film de Remy Tezier (52 min) (Palme d’argent – Antibes Festival)

2005
- Les noces du fou op.11 Theater Music for Jacques Henrard’s Noces du Fou (music for 3 voices and piano)
- Ricard, histoire d’une réussite (15 min) Vidéo - Société Pernod-Ricard Productions (Marseille) Un film de Christian Frasson
- La Passion Musique de scène pour Antibes-Art-Passion (cathédrale d’Antibes)
- Les tiques attaquent Film de Daniel Baye (26 min) Liberty TV – AB3
- Swaa, Katang Film de Daniel Baye (26 min) Liberty TV – AB3
- Zemidjan, le Bénin Film de Daniel Baye (26 min) Liberty TV – AB3
- Les Jardins de Yang Jing
- Yasmine
- Etude Passion
- Piano Works for the China Tour 2005

2006
- Ecce Terra II Générique pour Liberty TV
- Mare Nostrum Générique pour Liberty TV
- La mer à voir Générique pour Liberty TV
- La Réunion, le pays parfumé que le soleil caresse Film de Daniel Baye (26 min) Liberty TV – AB3
- D’Aurignac à Khoramabad Film de Daniel Baye (26 min) Liberty TV – AB3
- Les cannibales de Gothic City Film de Daniel Baye (26 min) Liberty TV – AB3
- Le peuple de l’arbre (52 min) Comédie musicale extérieure – Son & Lumière pour la Ville de Verviers
- Concerto For Bugle And String Orchestra Recorded on JPH Productions record by Antoine Acquisto, bugle Ensemble Orchestral Mosan direction de Jean-Pierre Haeck
- Le Noël d’Ebeneser Scrooge, Comédie musicale pour comédien et marionnettes (Théâtre des Marionnettes de Mabotte)

2007
- Les derniers romains Film de Philippe Axell (52 min) (RTBF – ARTE) 52 min.
- Manhattan 1609 Film de Philippe Hersman (RTBF – ARTE) 52 min.
- Fragile Méditerranée Film de Christian Petron (France 5) 52 min.
- De la musique à la lumière Film de David Nyssen 15 min.
- Spaque Film de Francis Creuen Eecom communication (15 min)
- Variations sur un theme de Paganini op.12 n°1 Dedicated to Johan Schmidt Variations for piano solo
- Concerto For Flute And String Orchestra op.13
- Adagios Dreams II New CD
- Mélodies pour voix et piano op.14
- N°1 Notre Père
- N°2 Ave Maria (paroles de Baudelaire)
- N°3 À la rencontre des imaginaires (texte de Luc Baiwir)
- N°4 L’Espwer (texte wallon de Jean-Denys Boussart)

2008
- A Piano for Your Eyes
- Il Segretto de’ll Angelo

2009
- @ pour bugle et quatuor de trombone op.15
- El Rey del Mundo
- Vinho Verde
- Clara’s Ice Dream
- Legend of the Ocean
- Okeanos (new version)

2010
- Europa Park Parade Music for the German Park’s Parade
- Egregore, pour flûte et piano
- Planck, retour vers le passé, film de Daniel Baye, 52 min.
- Île de Pâques, film de Philippe Axell, 52 min.
- SPI+ at Shanghai, film de Julie Dessart, IC production
- Planete Ocean Arrangement for sax and piano
- Music & Tour Music for the «Tour de France» (Liège 2012)

2011
- La province de Liège lance le tour 2012 (musique pour le film de Jacques Donjean)
- Planète en Péril.
- A Cry in the Ocean.
- Pinner Hill Road.
- Cantabile pour violon, piano et quatuor.
- I Hope You Don't Mind.

2012
- Earth Symphony (op. 17).
- Arioso pour violon et piano (op. 16).
- Variations sur un thème de Paganini (Livre 2 - op. 12 nr 2).

2013
- Sonate pour violon et piano (op. 19).
- Concerto pour Trombone et Corde (op. 18).
- Marche des Siècles (Symphonie des Âges) à 4 mains.
- The World is a Waltz (4 mains).

2014
- Strokes, Concerto pour piano et cordes
- Piazzolla : Histoire du tango (arrangement pour clarinette et orchestre à cordes)
- Antequam Terrae, pour soprano et orchestre
- Concerto pour Posidonies, film de Christian Petron

2015
- Barcelones Cameres Expo, film de Christian Petron
- Rapsodie pour deux pianos
- Badineries sur un air de Grétry pour violon et piano
- Musique de scène Je t'aime et je te le dis
- Poésies d'Arthur Haulot
- Spectacle de Patrick Donnay
- (Festival Paroles d'Hommes)
- (Festival Vacances Théâtre Stavelot)

2016
- Message from Beyond
- A dream in the Rain
- Raise for Freedom («Debout Citoyen»)
- Illuminations
- Just for you (piano - soprano)
- Musique de scène A chaque Vie , sa Mémoire Textes de Jean-Claude PIEROT

2017
- CD Ecce Terra
- Musique de scène L'évasion de Socrate d'Armel Job
- Mise en scène : José Brouwers - Théâtre Arlequin
- Musique de scène : A chaque Vie, son Histoire Textes de J.C. Pierot, Arthur Haulot, Omer Médart, Pierre Baiwir...

2018
- Fair Play Theme Panathlon International
- Three Fairy Tales for String Orchestra
- 1, Dance of the Elves
- 2, A Fairy Dream
- 3. A fairy Dance
- Nocturne pour piano
- Agôn & Landscapes pour violon solo (Imposé 2018 du Concours Ysaÿe)

2019
- Trio pour cor violon et piano
- "The World is a Waltz" version piano à 4 mains
- "March of destiny" version piano à 4 mains
- "Tourtour promenade" pour 6 pianistes et 12 mains
- "Out of time" (nouvelle version concert)
- "A fairy Dream" (version concert orchestre et synthétiseurs)

2021
- "ANTHEM FOR HEROES"

- "Ave Maria" (Caccini)   Arrangement pour chœurs à 4 voix

- "Arioso" Transcription pour cor et piano - Transcription pour violoncelle et piano - (Editions Bayard & Nizet)

- "Romance Nr. 1 - 2 - 3 " pour violon et piano

- "Cor de rêve" - Pièce pour cor solo

- "Largo" pour piano et cordes

2022
- "Jeux de dames" - Pièce de José Brouwers - Théâtre Arlequin - Musique de scène pour piano

- "Jeux de dames" Pièces pour piano à 4 mains

- Monsieur de Maupassant
- La Marquise de Rennedou
- Valse de la Marquise
- La Baronne de Grangerie
- Can-can
- AGÔN  II pour violon solo - Imposé 2022 du Concours International Ysaye

2023
- Romance nr. 4 - 5 - for violin and piano

- INIZIALI - pour violon solo - Imposé 2023 - Arthur Grumiaux International Violin Competition

- Concerto pour violon et orchestre
- "Ishane" (pour piano)